# Ugo Oha
Ugochukwu Henrietta Oha (née le 18 juillet 1982) est une joueuse nigériane de basket-ball. Elle est membre de l'équipe du Nigeria de basket-ball féminin et a participé aux Jeux olympiques d'été de 2004 ainsi qu'au Mondial 2006.

## Palmarès
- Médaille d'or au championnat d'Afrique 2005
- Médaille d'argent aux Jeux africains de 2007
- Médaille de bronze aux Jeux africains de 2011